# Svenska Hockeyligan
Svenska Hockeyligan (SHL) är en professionell ishockeyliga och den högsta nivån i ishockeyns seriespel för herrar i Sverige. Ligan har spelats sedan säsongen 1975/1976 och består sedan 2015 av fjorton lag som spelar 52 omgångar, följt av ett slutspel med tio lag. Vinnaren av slutspelet blir svenska mästare i ishockey och mottar Le Mat-pokalen, den officiella SM-bucklan. Inför säsongen 2013/2014 bytte ligan namn från Elitserien till SHL. SHL står för Svenska Hockeyligan på svenska och Swedish Hockey League internationellt.
Räknar man med alla åren sedan första svenska mästerskapet spelades 1922 har Djurgårdens IF flest SM-tecken, före Brynäs IF, Färjestad BK och IK Göta. Färjestad BK är det lag som leder SHL:s maratontabell och innehar flest SM-titlar sedan säsongen 1975/1976, följt av Frölunda HC, Djurgårdens IF och Brynäs IF. Endast Färjestad BK har spelat i serien varje säsong sedan grundandet 1975/76.

## Historia

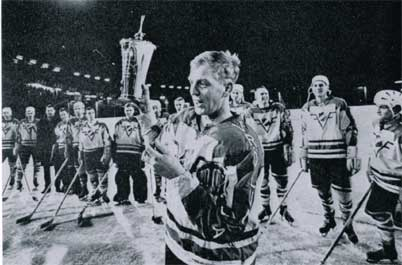
Lars-Eric Lundvall i Västra Frölunda IF får Le Mat-pokalen efter säsongen 1964/1965.

Det svenska mästerskapet i ishockey spelades första gången 1922, endast två år efter att sporten introducerades i Sverige av den amerikanske filmdirektören Raoul Le Mat. Innan den moderna Elitserien blev verklighet 1975/1976 bestod den högsta serien av: 
- 1922/1923–1926/1927: Klass I
- 1927/1928–1934/1935: Elitserien
- 1935/1936–1943/1944: en enkelserie med 8 lag, Svenska serien.
- 1944/1945–1954/1955: två grupper, "Division I Norra" och "Division I Södra" med vardera 6 lag.
- 1955/1956–1973/1974: två grupper, Division I Norra och Division I Södra med vardera 8 lag.
- 1974/1975: en Division I-serie med 16 lag

### Slutspelsformer före Elitserien
- 1922–1944: Det fristående Svenska Mästerskapet består av rena utslagstävlingar med kvartsfinaler, semifinaler och final mellan de anmälda lagen.
- 1945–1951: Ettorna i Division I Norra och Division I Södra möts för att utse seriesegrare. Det fristående Svenska Mästerskapet består av rena utslagstävlingar med kvartsfinaler, semifinaler och final mellan de anmälda lagen.
- 1953–1955: Ett möte mellan segrarna i Division I Norra och division I Södra i bäst av två matcher.
- 1956–1961: En SM-serie med de två främsta i Division I Norra och Division I Södra. Före säsongen 1955/56 tilläts inga lag från norr om Gästrikland att spela i högsta serien.
- 1962–1965: En SM-serie med de fyra främsta i Division I Norra och Division I Södra.
- 1966–1967: Ett slutspel med kvartsfinaler, semifinaler, match om tredje pris och final i bäst av tre matcher mellan de fyra främsta lagen i Division I Norra och Division I Södra.
- 1968–1974: En SM-serie med de fyra främsta i Division I Norra och Division I Södra.
- 1975: Ett playoff med de fyra främsta i den allsvenska serien.

Inför Svenska ishockeyförbundets årsmöte 1959 föreslog Arne Grunander, då ordförande för Djurgårdens IF och senare ordförande för förbundet, en serie med sex lag som möttes fyra gånger per säsong, totalt 20 omgångar.. Djurgårdens IF var vid denna tid överlägsna inom svensk ishockey, och man ville göra seriespelet jämnare. Förslaget var mindre populärt bland landsortsklubbarna och drogs tillbaka på grund av det starka motståndet. I stället fick Arne Grunander i uppdrag av Svenska Ishockeyförbundet och Seriekommittén att utreda frågan om införande av ett nytt svenskt seriesystem.
Den 23 maj 1973 gav Svenska ishockeyförbundet, under ett extra årsmöte, sin förbundsstyrelse i uppdrag att tillsätta en kommitté som skulle utreda införandet av ett nytt seriesystem.
Säsongen 1973/1974 blev Leksands IF svenska mästare i överlägsen stil. Svenska mästerskapstiteln säkrades redan med fyra omgångar kvar att spela, och serien ansågs vara för ojämn. Förespråkare talade om att locka mer publik, motståndarna påpekade att fler långresor skulle ge mer ekonomiska problem. Då säsongen var över lovade Arne Grunander att förändring var på gång. Ärenden gick ut på remiss bland klubbarna i Division I, och bara Modo AIK var emot.
I april 1974, efter att seriespelet i ishockey i Sverige säsongen 1973/1974 avslutats, beslöt Svenska Ishockeyförbundet på ett extrainsatt årsmöte att säsongen 1974/1975 skulle bli en övergångssäsong, inför Elitserien som startade säsongen 1975/1976.
Beslutet att införa Elitserien påskyndades av att amerikanen Bruce Norris, som ägde NHL-klubben Detroit Red Wings, ville införa en professionell Europaliga från säsongen 1973/1974. Helge Berglund, ordförande för Svenska ishockeyförbundet åren 1948–1973 samt trafik- och stadsbyggnadsborgarråd i Stockholms stad åren 1945–1965, lyckades dock stoppa Bruce Norris lag från att spela i Sveriges kommunala ishallar.

### Säsongerna 1975/76–1976/77
Den 5 oktober 1975 släppte domarna Elitseriens första puckar i spel. Under de första två säsongerna bestod elitserien av tio lag som spelade 36 omgångar. Efter dessa flyttades lag 9 och 10 ner för spel i Division I följande säsong. De första fyra lagen spelade SM-slutspel som bestod av semifinaler, match om 3:e pris och final. Slutspelmatcherna avgjordes i bäst av tre matcher. Brynäs IF var dominanter och vann båda Elitseriens första säsonger.

### Säsongerna 1977/78–1986/87
Systemet med tio lag som spelade 36 omgångar kom att leva kvar till mitten av 80-talet. Från och med säsongen 1987/88 förändrades nedflyttningssystemet: Bara det lag som kom sist i serien flyttades ner för spel i Division I följande säsong, medan det lag som kom näst sist gick istället till Kvalserien. De första fyra lagen spelade SM-slutspel bestående av semifinaler och final. Fortfarande avgjordes slutspelmatcherna i bäst av tre matcher.
Säsongen 1986/87 blev speciell eftersom man beslutat att utöka Elitserien till tolv lag följande säsong. Inget lag flyttades ner automatiskt, och bara det lag som kom sist gick till Kvalserien.

### Säsongerna 1987/88–1995/96
Från och med hösten 1987 bestod Elitserien av tolv lag som till att börja med spelade 22 omgångar. Efter dessa flyttades lag 11 och 12 över till spel i Allsvenskan (en sorts inledande kvalserie med lag från den högsta och näst högsta serien). De resterande tio lagen fortsatte i Elitserien och mötte varandra hemma och borta ytterligare en gång. Efter sammanlagt spelade 40 omgångar gick de åtta första lagen till SM-slutspel. Lag 9 och 10 hade då spelat färdigt. I SM-slutspelet spelades kvartsfinaler, semifinaler och final i bäst av fem matcher.

### Säsongerna 1996/97–2005/06
Antalet omgångar utökades till 50, undantaget 1997/98 då det bara spelades 46 omgångar. Dessutom införde man derbygrupper med fyra lag i varje. Lagen i samma grupp mötte varandra sex gånger och de övriga lagen fyra gånger. Undantagssäsongen 1997/98 delades lagen in i sex derbypar som fick två ytterligare derbyn mot varandra, en hemmamatch vardera.

### Säsongerna 2006/07–2012/13

Elitseriens logotyp från 2007 till 2013.

Spelordningen med derbygrupper utgick från och med säsongen 2006/2007 och istället spelades numera 55 omgångar, d.v.s. varje lag mötte de övriga lagen fem gånger. Sex lag fick spela 28 hemmamatcher och 27 bortamatcher medan de övriga lagen fick spela 27 hemmamatcher och 28 bortamatcher. Säsongen efter bytte lagen så att antal hemma- och bortamatcher blev lika över två säsonger. Den 17 juni 2013 bytte ligan namn till "SHL". SHL kan utläsas, och är en förkortning av, "Svenska Hockeyligan" på svenska och "Swedish Hockey League" på engelska/internationellt.

### Säsongerna 2013/14–2019/20
Till säsongen 2013/14 ändrades slutspelsformatet: numera går lagen på plats 1-6 direkt till kvartsfinal medan lagen på plats 7–10 får spela åttondelsfinal för att avgöra om de två sista platserna i kvartsfinalen. Den 13 mars 2014 meddelades en utökning från 12 till 14 lag från säsongen 2015/2016. För att utöka antalet lag flyttades fyra lag (istället för två) upp från 2015 års kvalspel. Från och med 2014/15 slopades kvalserien och ersattes med ett direkt kval mellan lagen på plats 13 och 14 i SHL och de bäst placerade lagen från HockeyAllsvenskan. Kvalen avgörs i bäst av sju matcher.
2019 uppvisade SHL ett publiksnitt på 5 828 åskådare per match och låg därmed på femte plats i världen efter nordamerikanska NHL, schweiziska NLA, ryska KHL och tyska DEL.

### Sedan säsongen 2020/21
Fr.o.m. säsongen 2020/21 ändras upp- och nedflyttning mellan SHL och HockeyAllsvenskan ånyo. Lagen på plats 13 och 14 kommer att spela i formatet bäst av sju matcher om vem som ska flyttas ned och vem som får stanna kvar i SHL, där lag 13 har hemmafördel, vilket innebär att exakt ett lag åker ut direkt framöver. Det laget kommer att ersättas med ett lag från HockeyAllsvenskan som kommer att använda sig av samma format som SHL, dvs. en grundserie med följande slutspel där vinnaren direkt går upp i SHL.

## Aktuell säsong

### Lagen i Svenska Hockeyligan 2025/2026
| Lag             | Ort        | Arena                  | Kapacitet |
| --------------- | ---------- | ---------------------- | --------- |
| Brynäs IF       | Gävle      | Monitor ERP Arena      | 7 909     |
| Djurgårdens IF  | Stockholm  | Hovet                  | 8 094     |
| Frölunda HC     | Göteborg   | Scandinavium           | 12 044    |
| Färjestad BK    | Karlstad   | Löfbergs Arena         | 8 250     |
| HV71            | Jönköping  | Husqvarna Garden       | 6 800     |
| Leksands IF     | Leksand    | Tegera Arena           | 7 650     |
| Linköping HC    | Linköping  | Saab Arena             | 8 190     |
| Luleå HF        | Luleå      | Coop Norrbotten Arena  | 6 150     |
| Malmö Redhawks  | Malmö      | Malmö Arena            | 12 600    |
| Rögle BK        | Ängelholm  | Catena Arena           | 6 310     |
| Skellefteå AIK  | Skellefteå | Skellefteå Kraft Arena | 5 801     |
| Timrå IK        | Timrå      | SCA Arena              | 5 800     |
| Växjö Lakers HC | Växjö      | Vida Arena             | 5 750     |
| Örebro HK       | Örebro     | Behrn Arena            | 5 500     |

## Poängsystem

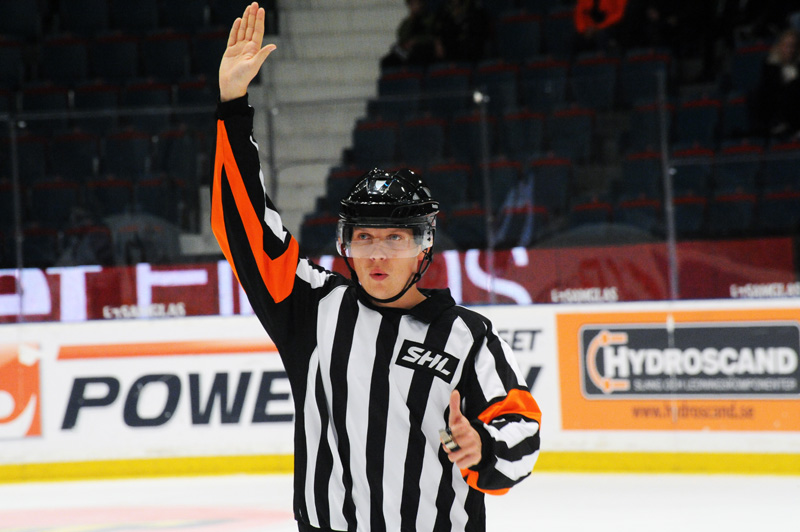
SHL-domare i en match på Hovet i Stockholm.

Om matchen efter full tid är oavgjord, spelas en förlängning (sudden death) med endast 3 spelare i vardera laget under högst 5 minuter. Om inget mål gjorts under förlängningen följer straffläggning. Lagen får då turas om att lägga tre straffar och det lag som gör flest mål på dessa vinner matchen. Vid lika får lagen slå var sin straff tills ett avgörande kommer. Poäng ges enligt följande:
- 3 poäng för vinst under ordinarie tid
- 2 poäng för vinst efter förlängning eller straffar
- 1 poäng för förlust efter förlängning eller straffar
- 0 poäng för förlust under ordinarie tid

### SM-slutspel
Vinnarna av grundserien får förutom äran en segerbonus på 1 miljon kronor. Dessutom får vinnarna fördelen att spela på hemmaplan i alla avgörande slutspelsmatcher.
När grundserien är färdigspelad påbörjas SM-slutspelet, där de sex främsta lagen är direktkvalificerade till slutspelet medan fr.o.m. 2015/16 lag 7–10 spelar åttondelsfinaler i bäst av tre matcher där vinnarna får slutspelsplatser. För förlorande lag är tävlingssäsongen slut, liksom för lag 11–12 i grundserien.
Säsongen 2021/2022 kommer lag 13 och 14 möta varandra i bäst av sju matcher. Lag 13 har hemmaplansfördel. Det vinnande laget spelar kvar i SHL och det förlorande laget degraderas till HockeyAllsvenskan.
Kvartsfinaler, semifinaler och final spelades tidigare i bäst av fem matcher men fr.o.m. säsongen 2002/2003 spelas samtliga slutspelsmatcher i bäst av sju matcher. Sedan säsongen 2010/2011 börjar bäst placerade lag i elitserietabellen på hemmaplan, och man spelar varannan match hemma och borta.
Tidigare användes en valprocedur vid SM-kvartsfinalerna där seriesegraren fick välja motståndare mellan lagen placerade 5-8. Sedan fick lagen på plats 2 och 3 i tur och ordning välja mellan de lag som var kvar. Laget som kom fyra fick det laget som 1:an, 2:an och 3:an inte ville ha. Valproceduren togs bort inför säsongen 2013/2014; 1:an möter den lägst placerade vinnaren från Play In, 2:an möter den andra vinnaren från Play In, 3:an möter 6:an, och 4:an möter 5:an.
I semifinalerna spelar från och med säsongen säsongen 2005/2006 högst placerade lag i SHL mot lägst placerade lag. Näst högst placerade lag spelar mot näst lägst placerade lag.

## Deltagande lag och resultat
Nedanstående tabeller är översikter över deltagande lag och deras placeringar i Elitserien sedan 1975. Från starten spelades Elitserien med 10 lag varav fyra gick vidare till SM-slutspel och de två sämst placerade lagen flyttades direkt ner till Division I. Fr.o.m. säsongen 1977/1978 flyttas bara det sista laget ner, medan det näst sista fick spela kvalserie för att behålla sin plats. Till säsongen 1987/1988 utökades Elitserien med två lag till tolv. Samtidigt inför man att de två lag som placerar sig sist vid halvtid får spela resten av säsongen i Allsvenskan och den vägen kvalificera sig för en ny säsong. Av de lag som spelar kvar går nu åtta lag vidare till SM-slutspel. I tabellen nedan redovisas placeringarna från fortsättningsserien samt lag 11 och 12 från grundserien. Fr.o.m. säsongen 1996/1997 spelade alla tolv lagen säsongen ut i Elitserien. De två som placerade sig sist fick spela kvalserie om en plats till nästa säsong.
Elitserien 1975–1994
| Lag                | 75 76 | 76 77 | 77 78 | 78 79 | 79 80 | 80 81 | 81 82 | 82 83 | 83 84 | 84 85 | 85 86 | 86 87 | 87 88 | 88 89 | 89 90 | 90 91 | 91 92 | 92 93 | 93 94      |
| ------------------ | ----- | ----- | ----- | ----- | ----- | ----- | ----- | ----- | ----- | ----- | ----- | ----- | ----- | ----- | ----- | ----- | ----- | ----- | ---------- |
| AIK                | 8     | 5     | 3     | 8     | 5     | 2     | 3     | 3     | 1     | 8     | 10    |       | 8     | 7     | 8     | 9     | 7     | 12    | Nedflyttad |
| Brynäs IF          | 1     | 1     | 1     | 7     | 4     | 7     | 8     | 6     | 8     | 6     | 4     | 6     | 10    | 6     | 4     | 8     | 3     | 2     | 2          |
| Djurgårdens IF     | 9     |       | 8     | 3     | 6     | 6     | 9     | 2     | 2     | 1     | 8     | 4     | 1     | 1     | 2     | 1     | 6     | 8     | 5          |
| Färjestad BK       | 3     | 2     | 5     | 2     | 7     | 3     | 1     | 1     | 5     | 3     | 1     | 1     | 6     | 5     | 1     | 2     | 1     | 4     | 11         |
| Hammarby IF        |       |       |       |       |       |       |       | 10    |       | 10    |       |       |       |       |       |       |       |       |            |
| HV71               |       |       |       |       | 10    |       |       |       |       |       | 3     | 5     | 7     | 8     | 9     | 6     | 8     | 9     | 9          |
| IF Björklöven      |       | 10    |       | 9     | 2     | 5     | 2     | 4     | 3     | 4     | 5     | 2     | 2     | 12    |       |       |       |       | 12         |
| Leksands IF        | 2     | 3     | 7     | 4     | 1     | 9     | 6     | 5     | 7     | 7     | 7     | 8     | 3     | 2     | 5     | 11    | 11    | 7     | 1          |
| Luleå HF           |       |       |       |       |       |       |       |       |       | 5     | 6     | 3     | 9     | 4     | 3     | 3     | 4     | 6     | 10         |
| Malmö IF           |       |       |       |       |       |       |       |       |       |       |       |       |       |       |       | 5     | 2     | 3     | 3          |
| Modo Hockey        | 5     | 4     | 4     | 1     | 8     | 8     | 4     | 9     | 9     |       | 9     | 10    | 5     | 9     | 11    | 10    | 10    | 5     | 8          |
| Rögle BK           |       |       |       |       |       |       |       |       |       |       |       |       |       |       |       |       |       | 10    | 6          |
| Skellefteå AIK     | 4     | 6     | 2     | 6     | 9     | 1     | 5     | 8     | 6     | 9     |       | 9     | 11    | 10    | 12    |       |       |       |            |
| Södertälje SK      | 6     | 7     | 10    |       |       | 10    |       |       | 4     | 2     | 2     | 7     | 4     | 3     | 6     | 7     | 12    |       |            |
| Timrå IK           | 10    |       | 9     |       |       |       | 10    |       |       |       |       |       |       |       |       |       |       |       |            |
| Väsby IK           |       |       |       |       |       |       |       |       |       |       |       |       | 12    |       |       |       |       |       |            |
| Västerås IK        |       |       |       |       |       |       |       |       |       |       |       |       |       | 11    | 7     | 4     | 9     | 1     | 7          |
| Västra Frölunda HC | 7     | 8     | 6     | 5     | 3     | 4     | 7     | 7     | 10    |       |       |       |       |       | 10    | 12    | 5     | 11    | 4          |
| Örebro IK          |       | 9     |       | 10    |       |       |       |       |       |       |       |       |       |       |       |       |       |       |            |

Elitserien 1994–2013
| Lag             | 94 95 | 95 96 | 96 97 | 97 98 | 98 99 | 99 00 | 00 01 | 01 02 | 02 03 | 03 04 | 04 05 | 05 06 | 06 07 | 07 08 | 08 09 | 09 10 | 10 11 | 11 12 | 12 13      |
| --------------- | ----- | ----- | ----- | ----- | ----- | ----- | ----- | ----- | ----- | ----- | ----- | ----- | ----- | ----- | ----- | ----- | ----- | ----- | ---------- |
| AIK             | 9     | 9     | 5     | 11    | 10    | 9     | 7     | 11    |       |       |       |       |       |       |       |       | 8     | 7     | 9          |
| Brynäs IF       | 5     | 12    | 9     | 5     | 5     | 2     | 3     | 8     | 11    | 10    | 11    | 7     | 6     | 12    | 7     | 6     | 7     | 4     | 8          |
| Djurgårdens IF  | 1     | 5     | 3     | 1     | 3     | 1     | 1     | 3     | 4     | 5     | 5     | 10    | 10    | 7     | 10    | 2     | 6     | 11    | Nedflyttad |
| Frölunda HC     | 11    | 2     | 7     | 4     | 7     | 3     | 8     | 5     | 1     | 3     | 1     | 2     | 9     | 6     | 3     | 7     | 9     | 5     | 6          |
| Färjestad BK    | 6     | 3     | 4     | 2     | 2     | 7     | 2     | 1     | 2     | 2     | 4     | 4     | 1     | 4     | 1     | 5     | 2     | 6     | 2          |
| HV71            | 8     | 4     | 6     | 7     | 9     | 8     | 10    | 4     | 6     | 1     | 10    | 1     | 2     | 1     | 4     | 1     | 1     | 3     | 4          |
| IF Björklöven   |       |       |       |       | 12    |       | 12    |       |       |       |       |       |       |       |       |       |       |       |            |
| Leksands IF     | 4     | 7     | 1     | 3     | 4     | 10    | 11    |       | 8     | 12    |       | 12    |       |       |       |       |       |       |            |
| Linköping HC    |       |       |       |       |       | 12    |       | 10    | 12    | 4     | 2     | 3     | 4     | 2     | 2     | 3     | 5     | 10    | 5          |
| Luleå HF        | 3     | 1     | 2     | 8     | 6     | 4     | 6     | 7     | 5     | 7     | 7     | 5     | 7     | 10    | 5     | 10    | 4     | 1     | 3          |
| Malmö Redhawks  | 2     | 8     | 8     | 9     | 8     | 5     | 5     | 6     | 10    | 11    | 12    |       | 12    |       |       |       |       |       |            |
| Modo Hockey     | 10    | 6     | 10    | 6     | 1     | 6     | 4     | 2     | 7     | 8     | 6     | 6     | 3     | 3     | 9     | 9     | 12    | 8     | 7          |
| Mora IK         |       |       |       |       |       |       |       |       |       |       | 9     | 8     | 8     | 11    |       |       |       |       |            |
| Rögle BK        | 12    | 11    |       |       |       |       |       |       |       |       |       |       |       |       | 11    | 12    |       |       | 12         |
| Skellefteå AIK  |       |       |       |       |       |       |       |       |       |       |       |       | 11    | 8     | 6     | 4     | 3     | 2     | 1          |
| Södertälje SK   |       |       | 11    | 12    |       |       |       | 9     | 9     | 9     | 8     | 11    |       | 9     | 12    | 11    | 11    |       |            |
| Timrå IK        |       |       |       |       |       |       | 9     | 12    | 3     | 6     | 3     | 9     | 5     | 5     | 8     | 8     | 10    | 12    | 11         |
| Västerås IK     | 7     | 10    | 12    | 10    | 11    | 11    |       |       |       |       |       |       |       |       |       |       |       |       |            |
| Växjö Lakers HC |       |       |       |       |       |       |       |       |       |       |       |       |       |       |       |       |       | 9     | 10         |

## Svenska Hockeyligan 2013–
| Lag             | 13 14 | 14 15 | 15 16 | 16 17 | 17 18 | 18 19 | 19 20 | 20 21 | 21 22 | 22 23 | 23 24 | 24 25      |
| --------------- | ----- | ----- | ----- | ----- | ----- | ----- | ----- | ----- | ----- | ----- | ----- | ---------- |
| AIK             | 12    |       |       |       |       |       |       |       |       |       |       |            |
| Brynäs IF       | 4     | 10    | 10    | 5     | 10    | 11    | 12    | 13    | 10    | 13    |       | 1          |
| Djurgårdens IF  |       | 9     | 7     | 10    | 2     | 4     | 6     | 10    | 13    |       |       |            |
| Frölunda HC     | 2     | 2     | 2     | 3     | 3     | 3     | 7     | 7     | 4     | 6     | 4     | 3          |
| Färjestad BK    | 5     | 7     | 5     | 7     | 4     | 1     | 2     | 8     | 6     | 3     | 1     | 4          |
| HV71            | 10    | 5     | 9     | 2     | 8     | 8     | 5     | 14    |       | 11    | 13    | 14         |
| IK Oskarshamn   |       |       |       |       |       |       | 14    | 11    | 9     | 7     | 14    | Nedflyttad |
| Karlskrona HK   |       |       | 14    | 11    | 14    |       |       |       |       |       |       |            |
| Leksands IF     | 7     | 11    |       | 14    |       |       | 13    | 3     | 8     | 8     | 5     | 11         |
| Linköping HC    | 9     | 4     | 3     | 4     | 9     | 12    | 11    | 12    | 11    | 12    | 6     | 12         |
| Luleå HF        | 6     | 8     | 4     | 9     | 7     | 2     | 1     | 5     | 2     | 10    | 7     | 2          |
| Malmö Redhawks  |       |       | 12    | 8     | 6     | 6     | 9     | 9     | 12    | 14    | 12    | 10         |
| Modo Hockey     | 8     | 12    | 13    |       |       |       |       |       |       |       | 11    | 13         |
| Mora IK         |       |       |       |       | 13    | 13    |       |       |       |       |       |            |
| Rögle BK        |       |       | 11    | 13    | 11    | 9     | 3     | 2     | 1     | 9     | 9     | 7          |
| Skellefteå AIK  | 1     | 1     | 1     | 6     | 5     | 5     | 4     | 4     | 3     | 2     | 3     | 5          |
| Timrå IK        |       |       |       |       |       | 14    |       |       | 14    | 5     | 8     | 6          |
| Växjö Lakers HC | 3     | 3     | 6     | 1     | 1     | 7     | 10    | 1     | 5     | 1     | 2     | 8          |
| Örebro HK       | 11    | 6     | 8     | 12    | 12    | 10    | 8     | 6     | 7     | 4     | 10    | 9          |

Förklaring till tabellerna
| Svenska mästare   | Allsvenskan efter jul   |
| SM-finalist       | Kvalspel                |
| SM-semifinal      | Direkt nerflyttning     |
| SM-kvartsfinal    | – nerflyttad            |
| SM-åttondelsfinal | 10 – Placering I serien |
| Deltog ej i SM    | Deltog ej i serien      |

Anmärkningar
1. ↑  T.o.m. 1987 Modo AIK, därefter blev ishockeysektionen självständig under namnet Modo Hockeyklubb.
2. ↑  1985 blev ishockeysektionen självständig från Skellefteå AIK och fick namnet Skellefteå HC. Säsongen 1991/92 återtog till det gamla namnet.
3. ↑  Till 2004 Västra Frölunda HC.
4. ↑  T.o.m. 1996 hette man officiellt Malmö IF, sedan MIF Redhawks till 2004 då man tog namnet IF Malmö Redhawks.
5. ↑  Till 2004 Västra Frölunda HC.
6. ↑  T.o.m. 2004 hette man officiellt Malmö IF, sedan MIF Redhawks till man tog nuvarande namn.

## Svenska mästare genom åren

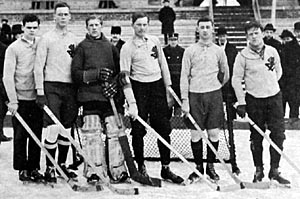
IK Göta vann det första svenska mästerskapet i ishockey år 1922.

Svenska mästerskapen i ishockey har avgjorts drygt 80 gånger sedan starten 1922. Åren 1939, 1949, 1952 och 2020 kunde tävlingarna ej genomföras. Beviset för SM-seger är Le Mat-pokalen, svensk ishockeys största utmärkelse, som har delats ut sedan 1926. Flest SM-guld har Djurgårdens IF med 16 SM-titlar.
Två spelare delar på rekordet på flest erövrade SM-guld. Lasse Björn (Djurgårdens IF åren 1950–1963) och Tord Lundström (Brynäs IF åren 1964-1977) har nio SM-guld var. Följt av Sven Tumba, DIF,  samt Lars Göran Nilsson, Brynäs, båda med 8 SM-guld.
Mästerskapet 1939 blev inställd på grund av den dåvarande stränga vintern, mästerskapet 1949 ställdes in på grund av världsmästerskapet i Sverige och säsongen 1951/1952 blev inställt på grund av olympiska vinterspelen. Säsongen 2019/2020 ställdes slutspelet in på grund av den aktuella COVID-19-pandemin.
- 1922 – IK Göta
- 1923 – IK Göta
- 1924 – IK Göta
- 1925 – Södertälje SK
- 1926 – Djurgårdens IF
- 1927 – IK Göta
- 1928 – IK Göta
- 1929 – IK Göta
- 1930 – IK Göta
- 1931 – Södertälje SK
- 1932 – Hammarby IF
- 1933 – Hammarby IF
- 1934 – AIK
- 1935 – AIK
- 1936 – Hammarby IF
- 1937 – Hammarby IF
- 1938 – AIK
- 1939 – Ingen mästare utsedd
- 1940 – IK Göta
- 1941 – Södertälje SK
- 1942 – Hammarby IF
- 1943 – Hammarby IF
- 1944 – Södertälje SK
- 1945 – Hammarby IF
- 1946 – AIK
- 1947 – AIK
- 1948 – IK Göta
- 1949 – Ingen mästare utsedd
- 1950 – Djurgårdens IF
- 1951 – Hammarby IF
- 1952 – Ingen mästare utsedd
- 1953 – Södertälje SK
- 1954 – Djurgårdens IF
- 1955 – Djurgårdens IF
- 1956 – Södertälje SK[28]
- 1957 – Gävle GIK[28]
- 1958 – Djurgårdens IF[28]
- 1959 – Djurgårdens IF[28]
- 1960 – Djurgårdens IF[28]
- 1961 – Djurgårdens IF[28]
- 1962 – Djurgårdens IF[28]
- 1963 – Djurgårdens IF[28]
- 1964 – Brynäs IF[28]
- 1965 – Västra Frölunda IF[28]
- 1966 – Brynäs IF
- 1967 – Brynäs IF
- 1968 – Brynäs IF[28]
- 1969 – Leksands IF[28]
- 1970 – Brynäs IF[28]
- 1971 – Brynäs IF[28]
- 1972 – Brynäs IF[28]
- 1973 – Leksands IF[28]
- 1974 – Leksands IF[28]
- 1975 – Leksands IF
- 1976 – Brynäs IF[29]
- 1977 – Brynäs IF[29]
- 1978 – Skellefteå AIK
- 1979 – Modo AIK[29]
- 1980 – Brynäs IF
- 1981 – Färjestad BK
- 1982 – AIK
- 1983 – Djurgårdens IF
- 1984 – AIK[29]
- 1985 – Södertälje SK
- 1986 – Färjestad BK
- 1987 – IF Björklöven
- 1988 – Färjestad BK
- 1989 – Djurgårdens IF
- 1990 – Djurgårdens IF
- 1991 – Djurgårdens IF
- 1992 – Malmö IF
- 1993 – Brynäs IF
- 1994 – Malmö IF
- 1995 – HV71
- 1996 – Luleå HF[29]
- 1997 – Färjestad BK
- 1998 – Färjestad BK
- 1999 – Brynäs IF
- 2000 – Djurgårdens IF[29]
- 2001 – Djurgårdens IF[29]
- 2002 – Färjestads BK[29]
- 2003 – Västra Frölunda HC[29]
- 2004 – HV71
- 2005 – Frölunda HC[29]
- 2006 – Färjestad BK
- 2007 – Modo Hockey
- 2008 – HV71[29]
- 2009 – Färjestad BK[29]
- 2010 – HV71[29]
- 2011 – Färjestad BK
- 2012 – Brynäs IF
- 2013 – Skellefteå AIK[29]
- 2014 – Skellefteå AIK[30]
- 2015 – Växjö Lakers
- 2016 – Frölunda HC
- 2017 – HV71
- 2018 – Växjö Lakers[30]
- 2019 – Frölunda HC
- 2020 – Ingen mästare utsedd
- 2021 – Växjö Lakers[30]
- 2022 – Färjestad BK
- 2023 – Växjö Lakers[30]
- 2024 – Skellefteå AIK
- 2025 – Luleå HF

### Antal SM-titlar totalt sedan 1922
| Lag                  | SM-guld (1922-) | SM-silver (1922-) | Totala SM-medaljer | Guldår (1922-)                                                                                 | Silverår (1922-)                                                       |
| -------------------- | --------------- | ----------------- | ------------------ | ---------------------------------------------------------------------------------------------- | ---------------------------------------------------------------------- |
| Djurgårdens IF       | 16              | 12                | 28                 | 1926, 1950, 1954, 1955, 1958, 1959, 1960, 1961, 1962, 1963, 1983, 1989, 1990, 1991, 2000, 2001 | 1923, 1924, 1927, 1956, 1957, 1979, 1984, 1985, 1992, 1998, 2010, 2019 |
| Brynäs IF            | 13              | 6                 | 19                 | 1964, 1966, 1967, 1968, 1970, 1971, 1972, 1976, 1977, 1980, 1993, 1999, 2012                   | 1965, 1969, 1975, 1995, 2017, 2025                                     |
| Färjestad BK         | 10              | 11                | 21                 | 1981, 1986, 1988, 1997, 1998, 2002, 2006, 2009, 2011, 2022                                     | 1976, 1977, 1983, 1987, 1990, 1991, 2001, 2003, 2004, 2005, 2014       |
| IK Göta              | 9               | 4                 | 13                 | 1922, 1923, 1924, 1927, 1928, 1929, 1930, 1940, 1948                                           | 1933, 1941, 1943, 1947                                                 |
| Hammarby IF          | 8               | 8                 | 16                 | 1932, 1933, 1936, 1937, 1942, 1943, 1945, 1951                                                 | 1922, 1931, 1934, 1935, 1938, 1944, 1953, 1955                         |
| Södertälje SK        | 7               | 11                | 18                 | 1925, 1931, 1941, 1944, 1953, 1956, 1985                                                       | 1928, 1929, 1932, 1937, 1942, 1945, 1946, 1951, 1960, 1973, 1986       |
| AIK                  | 7               | 6                 | 13                 | 1934, 1935, 1938, 1946, 1947, 1982, 1984                                                       | 1930, 1936, 1940, 1968, 1978, 1981                                     |
| Frölunda HC          | 5               | 7                 | 12                 | 1965, 2003, 2005, 2016, 2019                                                                   | 1962, 1966, 1967, 1970, 1980, 1996, 2006                               |
| HV71                 | 5               | 1                 | 6                  | 1995, 2004, 2008, 2010, 2017                                                                   | 2009                                                                   |
| Skellefteå AIK       | 4               | 9                 | 13                 | 1978, 2013, 2014, 2024                                                                         | 1958, 1961, 1963, 2011, 2012, 2015, 2016, 2018, 2023                   |
| Växjö Lakers HC      | 4               | 0                 | 4                  | 2015, 2018, 2021, 2023                                                                         |                                                                        |
| Leksands IF          | 4               | 5                 | 9                  | 1969, 1973, 1974, 1975                                                                         | 1959, 1964, 1971, 1972, 1989                                           |
| Luleå HF             | 2               | 4                 | 6                  | 1996, 2025                                                                                     | 1993, 1997, 2013, 2022                                                 |
| Malmö Redhawks       | 2               | 0                 | 2                  | 1992, 1994                                                                                     |                                                                        |
| Modo Hockey          | 2               | 4                 | 6                  | 1979, 2007                                                                                     | 1994, 1999, 2000, 2002                                                 |
| IF Björklöven        | 1               | 2                 | 3                  | 1987                                                                                           | 1982, 1988                                                             |
| Gävle GIK            | 1               | 1                 | 2                  | 1957                                                                                           | 1954                                                                   |
| Rögle BK             | 0               | 2                 | 2                  |                                                                                                | 2021, 2024                                                             |
| Linköping HC         | 0               | 2                 | 2                  |                                                                                                | 2007, 2008                                                             |
| Västerås SK          | 0               | 2                 | 2                  |                                                                                                | 1925, 1926                                                             |
| Timrå IK             | 0               | 1                 | 1                  |                                                                                                | 1974                                                                   |
| Mora IK              | 0               | 1                 | 1                  |                                                                                                | 1950                                                                   |
| UoIF Matteuspojkarna | 0               | 1                 | 1                  |                                                                                                | 1948                                                                   |

### Antal SM-titlar sedan 1976
| Lag             | SM-guld (1976-) | SM-silver (1976-) |
| --------------- | --------------- | ----------------- |
| Färjestad BK    | 10              | 11                |
| Djurgårdens IF  | 6               | 7                 |
| Brynäs IF       | 6               | 3                 |
| HV71            | 5               | 1                 |
| Skellefteå AIK  | 4               | 6                 |
| Frölunda HC     | 4               | 3                 |
| Växjö Lakers HC | 4               | 0                 |
| Modo Hockey     | 2               | 4                 |
| Luleå HF        | 2               | 4                 |
| AIK             | 2               | 2                 |
| Malmö Redhawks  | 2               | 0                 |
| IF Björklöven   | 1               | 2                 |
| Södertälje SK   | 1               | 1                 |

### Finalister (sedan 1976)
Tabellplaceringarna som lagen slutade på står bredvid.
| Säsong | Vinnare                  | Förlorare                |
| ------ | ------------------------ | ------------------------ |
| 1976   | Brynäs IF (1:a)          | Färjestad BK (3:a)       |
| 1977   | Brynäs IF (1:a)          | Färjestad BK (2:a)       |
| 1978   | Skellefteå AIK (2:a)     | AIK (3:a)                |
| 1979   | Modo AIK (1:a)           | Djurgårdens IF (3:a)     |
| 1980   | Brynäs IF (4:a)          | Västra Frölunda IF (3:a) |
| 1981   | Färjestad BK (3:a)       | AIK (2:a)                |
| 1982   | AIK (2:a)                | IF Björklöven (3:a)      |
| 1983   | Djurgårdens IF (2:a)     | Färjestad BK (1:a)       |
| 1984   | AIK (1:a)                | Djurgårdens IF (2:a)     |
| 1985   | Södertälje SK (2:a)      | Djurgårdens IF (1:a)     |
| 1986   | Färjestad BK (1:a)       | Södertälje SK (2:a)      |
| 1987   | IF Björklöven (2:a)      | Färjestad BK (1:a)       |
| 1988   | Färjestad BK (6:a)       | IF Björklöven (2:a)      |
| 1989   | Djurgårdens IF (1:a)     | Leksands IF (2:a)        |
| 1990   | Djurgårdens IF (2:a)     | Färjestad BK (1:a)       |
| 1991   | Djurgårdens IF (1:a)     | Färjestad BK (2:a)       |
| 1992   | Malmö IF (2:a)           | Djurgårdens IF (6:a)     |
| 1993   | Brynäs IF (2:a)          | Luleå HF (6:a)           |
| 1994   | Malmö IF (3:a)           | Modo Hockey (8:a)        |
| 1995   | HV71 (8:a)               | Brynäs IF (5:a)          |
| 1996   | Luleå HF (1:a)           | Västra Frölunda HC (2:a) |
| 1997   | Färjestad BK (4:a)       | Luleå HF (2:a)           |
| 1998   | Färjestad BK (2:a)       | Djurgårdens IF (1:a)     |
| 1999   | Brynäs IF (5:a)          | Modo Hockey (1:a)        |
| 2000   | Djurgårdens IF (1:a)     | Modo Hockey (6:a)        |
| 2001   | Djurgårdens IF (1:a)     | Färjestad BK (2:a)       |
| 2002   | Färjestad BK (1:a)       | Modo Hockey (2:a)        |
| 2003   | Västra Frölunda HC (1:a) | Färjestad BK (2:a)       |
| 2004   | HV71 (1:a)               | Färjestad BK (2:a)       |
| 2005   | Frölunda HC (1:a)        | Färjestad BK (4:a)       |
| 2006   | Färjestad BK (4:a)       | Frölunda HC (2:a)        |
| 2007   | Modo Hockey (3:a)        | Linköping HC (4:a)       |
| 2008   | HV71 (1:a)               | Linköping HC (2:a)       |
| 2009   | Färjestad BK (1:a)       | HV71 (4:a)               |
| 2010   | HV71 (1:a)               | Djurgårdens IF (2:a)     |
| 2011   | Färjestad BK (2:a)       | Skellefteå AIK (3:a)     |
| 2012   | Brynäs IF (4:a)          | Skellefteå AIK (2:a)     |
| 2013   | Skellefteå AIK (1:a)     | Luleå HF (3:a)           |
| 2014   | Skellefteå AIK (1:a)     | Färjestad BK (5:a)       |
| 2015   | Växjö Lakers (3:a)       | Skellefteå AIK (1:a)     |
| 2016   | Frölunda HC (2:a)        | Skellefteå AIK (1:a)     |
| 2017   | HV71 (2:a)               | Brynäs IF (5:a)          |
| 2018   | Växjö Lakers (1:a)       | Skellefteå AIK (5:a)     |
| 2019   | Frölunda HC (3:a)        | Djurgårdens IF (4:a)     |
| 2020   | Ingen mästare utsedd     | Ingen mästare utsedd     |
| 2021   | Växjö Lakers (1:a)       | Rögle BK (2:a)           |
| 2022   | Färjestad BK (6:a)       | Luleå HF (2:a)           |
| 2023   | Växjö Lakers (1:a)       | Skellefteå AIK (2:a)     |
| 2024   | Skellefteå AIK (3:a)     | Rögle BK (9:a)           |
| 2025   | Luleå HF (2:a)           | Brynäs IF (1:a)          |

## TV-sändningar
Från det att Elitserien startade hösten 1975 så visades första åren enbart finalmatcherna period 2 och 3 i direktsänd TV. Från säsongen 1979/80 och fram till 1992/93 visades matcherna i sin helhet från final 3 och fram tills att serien var avgjord. Under åren 1984-86 visade SVT under lördagarna i oktober, innan Tipsextra startade sin säsong en direktsänd Elitseriematch som brutits ut från söndagsomgången. Den matchen ingick även på Stryktipskupongen. Mellan 1987-94 hade SVT även ett program som kallades "Hockeynight" som gick 2-3 gånger per säsong på torsdagskvällar där man var på plats på samtliga arenor och visade matcherna i direktsändning. Från våren 1994 kom TV4 in i bilden och skrev ett avtal med dåvarande serieföreningen, det första egentliga tv-avtalet kring sändningsrättigheter. Första säsongen visade man finalmatch 1 och 2 men redan året efter tog man över samtliga finalmatcher. 

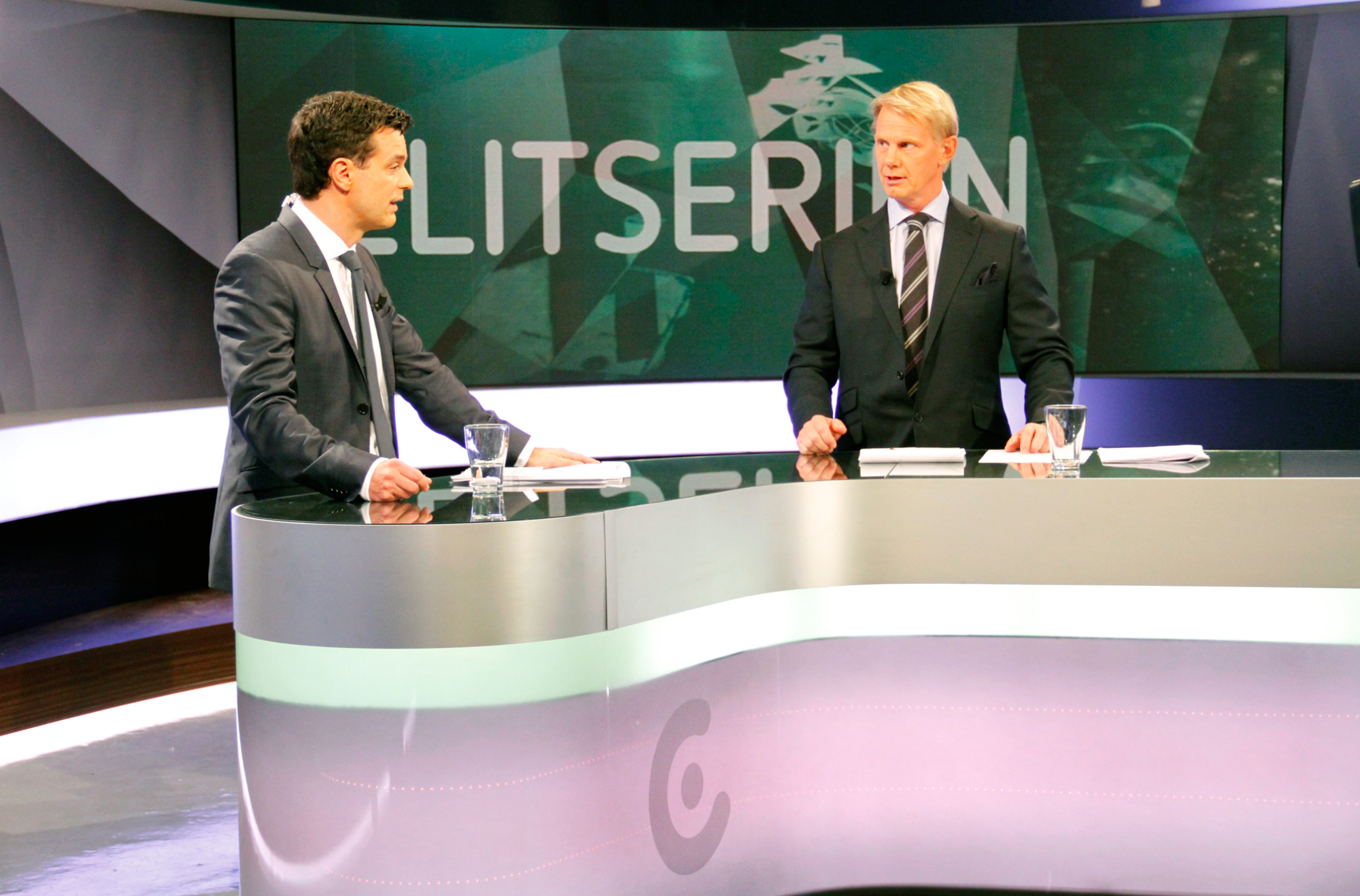
Tommy Åström och Niklas Wikegård under en sändning av Elitserien i C More Sport.

C More (tidigare Canal+) äger rättigheterna till att visa matcher i TV och har sedan slutet av 1990-talet och under 2000-talet sänt ligans matcher. Sveriges Radio rapporterar från matcherna genom Radiosporten. Tidigare har delar av SM-slutspelet visats i TV4. Under 1990-talet sändes även matcher i den nu nedlagda kanalen Supersport, och dessförinnan sände ibland SVT.
Den 19 september 2016 meddelade SHL att man valt att förlänga avtalet med C More. Det nya fortsätter att ge C More exklusiva sändningsrättigheter av samtliga SHL-matcher fram till och med säsongen 2023/2024.
Den 23 oktober 2020 påbörjade SHL budinlämning på tv-rättigheterna för perioden 2024–2030. Det nya sändningsavtalet förväntas tillfalla någon av aktörerna C More/TV4, Nent och Discovery. Den 10 november 2020 stod det klart att C More/TV4 med sitt moderbolag Telia kommit överens om ett nytt tv-avtal fram till säsongen 2029/2030. Det nya avtalet kommer ge SHL-klubbarna en intäkt på cirka 60-65 miljoner kronor per säsong från 2024, vilket är en ökning på cirka 20 miljoner kronor, från dagens 40-45 miljoner.

## Lönerna i SHL

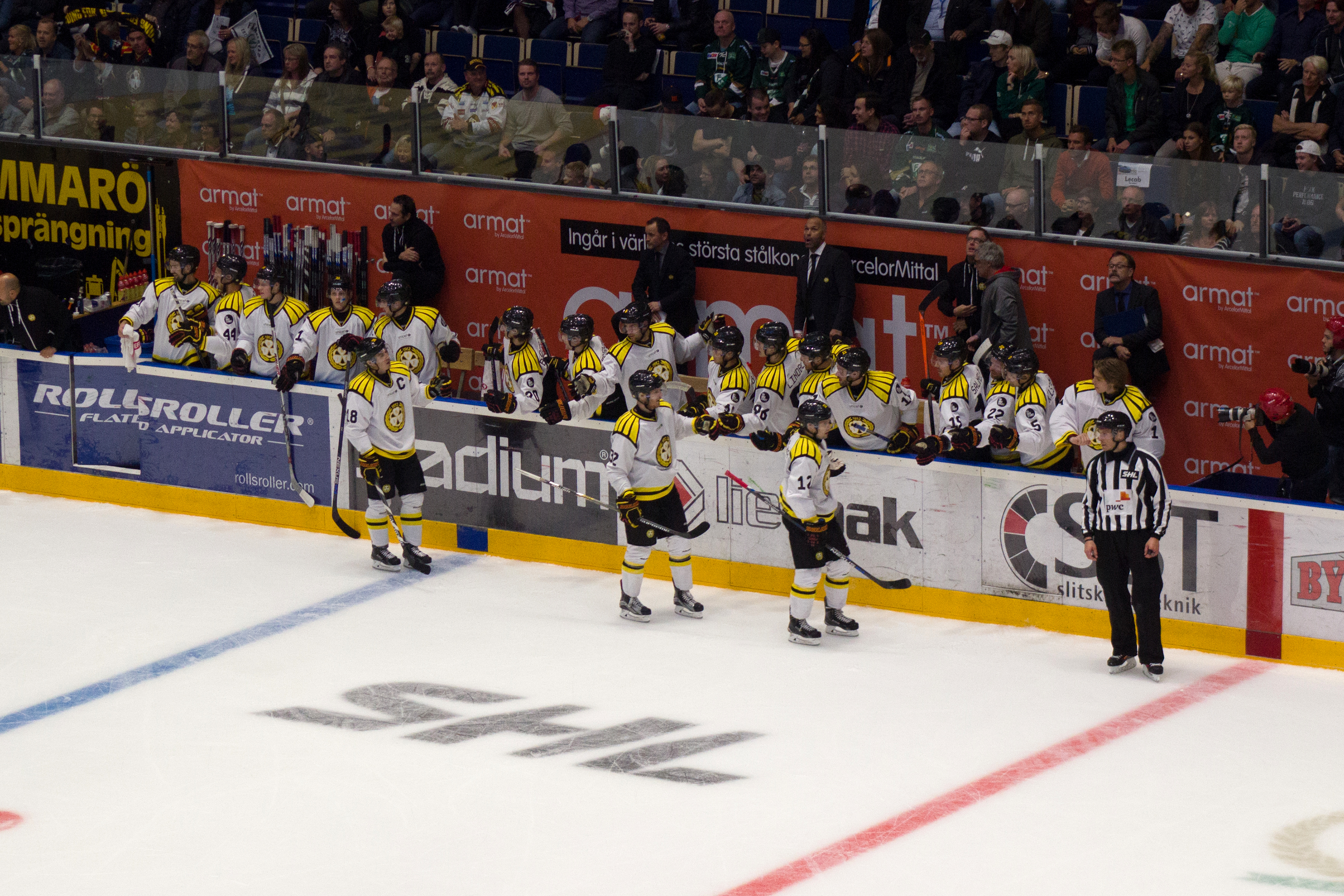
Löfbergs Arena med SHL:s emblem på isrinken.

Enligt spelaragenten Jacob Hedin ligger snittlönerna säsongen 2019/20 på mellan 100 000 och 110 000 kr i månaden, han uppskattar att toppspelarna tjänar 250 000–300 000 kr medan SHL:s stjärnor ligger på över 300 000 kr i månaden.

## Dator- och TV-spel
Svenska Hockeyligan (Elitserien) har också getts ut som datorspel tre gånger: Elitserien 95 till Sega Mega Drive, Elitserien 96 till Sega Mega Drive och Elitserien 2001 till PC. Sedan NHL 2004 och framåt är också lagen tillgängliga i EA Sports spelserie baserad på NHL.

## eSHL
I januari 2020 startade ligaorganisationen e-sportligan "eSHL", en virtuell version av ligan SHL som spelas i EA Sports' nyaste NHL-spel varje år, där varje lag representeras av sex mänskliga spelare som kontrollerar varsin position på isen. De åtta bästa lagen går till slutspel. Varje matchdag/omgång under grundserien spelar varje lag ett dubbelmöte mot sin utvalda motståndare, en match hemma och en borta. Varje lag har varsin Twitch-kanal där man kan se det lagets matcher; varje omgång har dock ett dubbelmöte som visas exklusivt hos ett annat bestämt medieföretag, som eSHL samarbetar med. Varje lag har exakt en matchdag mot respektive lag. Istället för straffläggning i grundserien spelas kontinuerliga hela perioder 5-mot-5 tills något av lagen gör mål i varje match om det är oavgjort efter ordinarie speltid. Slutspelet delas in i kvartsfinaler, semifinaler och finaler, där samtliga serier spelas i bäst av fem.
Säsongen 2020 deltog 12 lag. Grundserien spelades varje måndag och fredag från den 13 januari till den 14 februari. En seger vid ordinarie tid var värd tre poäng. Varje omgång sändes ett dubbelmöte exklusivt på Sportbladet. Två av kvartsfinalerna säsongen spelades den 17 februari, de två övriga den 21 februari, semifinalerna den 28 februari och finalen den 29 februari. Linköping HC blev eSHL-mästare.
Säsongen 2021 startade den 15 mars med samma 12 lag och bara en omgång spelas varje vecka, på måndagar. Ett dubbelmöte visas exklusivt varje måndag på TV4 Play och C More, med en dedikerad studio med en programledare, två kommentatorer och intervjuer med spelare i respektive lag och analyser. En seger vid ordinarie tid ger nu endast två poäng.